# Cantó de Ruffec
El cantó de Ruffec és un cantó francès del departament del Charente, situat al districte de Confolent. Té 15 municipis i el cap és Ruffec.

## Municipis
- Les Adjots
- Barro
- Bioussac
- Condac
- Couture
- Nanteuil-en-Vallée
- Poursac
- Ruffec
- Saint-Georges
- Saint-Gourson
- Saint-Sulpice-de-Ruffec
- Taizé-Aizie
- Verteuil-sur-Charente
- Vieux-Ruffec
- Villegats

| Data d'elecció                           | Identitat           | Partit           | Qualitat |
| ---------------------------------------- | ------------------- | ---------------- | -------- |
| 1949-19..                                | Etienne Chollet     |                  |          |
| 19..-1963                                | M. Lamit            | radical-RGR      |          |
| 1963-1967                                | Marcel Delavergne   | Divers droite    |          |
| 1967-1998                                | Michel Alloncle     | UDR, després RPR |          |
| 1998-                                    | Bernard Charbonneau | proper al PS     |          |
| les dades anteriors no són pas conegudes |                     |                  |          |
|                                          |                     |                  |          |